# François Brune (écrivain)
Pour les articles homonymes, voir François Brune et Brune.
François Brune (nom de plume pour la majorité des écrits) ou Bruno Hongre (nom à l’état civil aussi utilisé pour les ouvrages didactiques), né le 30 septembre 1940, est un professeur et écrivain français diplômé d’HEC et agrégé de lettres.

## Biographie
Bruno Hongre a choisi son pseudonyme dans les années 1970 pour spécifier son activité personnelle d’écrivain, en la différenciant de ses ouvrages didactiques, publiés sous son vrai nom. Sa signature François Brune a paru d’abord dans Combat (été 1973), puis dans la revue Esprit (1976), puis dans Le Monde (1977-1981) ; (le père François Brune, homonyme, n’avait encore rien publié).
Il collabore aux journaux Le Monde diplomatique et La Décroissance, ainsi qu’au magazine Casseurs de pub. Il a fondé en 1992 avec Yvan Gradis et René Macaire « Résistance à l’Agression Publicitaire » (RAP France). Il est connu pour ses nombreux livres critiques sur la publicité et les "discours dominants".
« Résistance à l’agression publicitaire » a essaimé en quelques groupes locaux : RAP Lyon, RAP Rouen, RAP Drôme, et existe depuis 2001 également en Belgique.
En 2012, à l'instigation de ses amis, il participe à la création d'une association regroupant tous ceux qui apprécient ce qu'il écrit. Intitulée Humanisme et littérature engagée : association des amis de François Brune / Bruno Hongre, elle a pour objet de favoriser la connaissance et la disponibilité de ses livres, notamment par le biais des Éditions de Beaugies. Cet objectif s’inscrit dans la perspective d’un humanisme engagé, celui de l’auteur, fidèle aux valeurs issues de la double tradition judéo-chrétienne et gréco-latine.

### Sous le nom de François Brune
François Brune, notamment pour les analyses critiques sur la société, les médias, la publicité.
Ouvrages
- Mémoires d'un futur Président, récit satirique, éd. Olivier Orban, 1975[4], réédité en octobre 2018 aux Éditions de Beaugies
- Marc, lycéen (1976) ; Marc, volontaire (1977)[5], collection Signe de Piste, éd. Epi-Jeunesse, épuisés, disponible en version pdf aux Éditions de Beaugies
- Le Bonheur conforme. essai sur la normalisation publicitaire, éd. Gallimard, 1985[6],[7] Réédité en juin 2012 aux Éditions de Beaugies
- Les médias pensent comme moi! Fragments du discours anonyme, éd. L'Harmattan, 1997[8]
- Sous le soleil de Big Brother. Précis sur "1984" à l'usage des années "2000", éd. L'Harmattan, 2000[9],[10]
- De l'idéologie, aujourd'hui, éd. Parangon, 2003 et 2005 pour l'édition augmentée
- Médiatiquement correct !, éd. Parangon, 2004
- L'Arbre migrateur, et autres fables à contretemps, Parangon, 2005, puis 2009 pour la nouvelle édition augmentée
- Les Pèlerins d'Halicarnasse, aventure philosophique, en collaboration avec Jean-Pierre Alain Faye, L'Harmattan, 2007
- Youm, le Cheval qui lisait avec ses narines, et autres histoires dissidentes, Parangon, juin 2011
- Le Songe des Arbres et la Rumeur qui passe, Éditions de Beaugies, octobre 2012
- Le Rappel, récit, Éditions de Beaugies, mars 2013
- L'Inscription de Benjamin, dialogue, Éditions de Beaugies, novembre 2013
- Le Cérébro-scripteur, Éditions de Beaugies, novembre 2014[11]
- La Larme de Rubinstein, et autres invitations à songer, Éditions de Beaugies, décembre 2015
- La Deuxième Mort de Molière, Suite d’Invitations à songer, Éditions de Beaugies, septembre 2019[12]
- L'Odyssée du Mont Sisyphe, Éditions de Beaugies, janvier 2022
- Bréviaire d'un mécréant, Éditions de Beaugies, septembre 2022
- Echos du Temps qui passe et qui revient, Éditions de Beaugies, juin 2023

### Sous le nom de Bruno Hongre
Bruno Hongre, pour ses autres livres, notamment les ouvrages écrits en tant que professeur de français.
- 25 modèles d'explication de textes et de lecture méthodique, éd. Marabout, 1994
- Le Dictionnaire portatif du futur bachelier, Hachette, 1995[13]

Prix Georges-Dumézil de l’Académie française
- L'Univers poétique de Jacques Brel, en collaboration avec Paul Lidsky, éd. L'Harmattan, 1998
- Comprendre la langue des œuvres classiques de Corneille à Chateaubriand, en collaboration avec Jacques Pignault, éd.Hatier, 2000, épuisé.
- Le Dictionnaire portatif du bachelier, éd. Hatier, 2002 puis 2008[14],[15] (épuisé), nouvelle éditions augmentée aux éditions de Beaugies en septembre 2024
- L'Intelligence de l'explication de texte : 30 modèles de commentaires, 40 clefs pour aller au cœur du texte, éd. Ellipses, 2005
- Révisez vos références politiques 1981-2006 : Mémento pour citoyens-candidats… et journalistes pressés, éd. Ellipses, 2006
- Révisez vos références culturelles... et politiques! Mémento pour étudiants sérieux et journalistes pressés, 384 pages. Ellipses, 2003[16] et 2010 pour la nouvelle édition revue et augmentée.
- Dictionnaire du français classique littéraire, de Corneille à Chateaubriand, en collaboration avec Jacques Pignault, éd. Honoré Champion, oct. 2015